# Євтушов Михайло Федорович
Михайло Федорович Євтушов (нар. 7 квітня 1940, Київ — 2 травня 2015, Львів) — майстер спорту з вільної боротьби (1959), заслужений тренер України (1972) та СРСР (1981) з дзюдо та боротьби самбо.

## Біографія
Михайло Євтушов народився 7 квітня 1940 року в Києві. У 1963 році закінчив Львівський інститут фізичної культури. Виступав за команду з вільної боротьби спортивного товариства «Динамо» (Львів), де й працював тренером у 1959—2007 роках. З 1970 по 1997 рік — старший тренер збірної команди України з дзюдо.
Суддя міжнародної категорії з самбо і всесоюзної категорії з дзюдо, майор внутрішніх військ МВС України у відставці, майстер спорту з боротьби, дзюдо і самбо. М. Ф. Євтушов в тренерській роботі дотримувався принципу: від залучення до занять перспективних учнів до підготовки спортсменів високого класу.

### Професійна діяльність
Михайло Євтушов проводив значну селекційну роботу, надавав постійну допомогу колективам фізичної культури в підготовці спортсменів та проведенні змагань. Протягом багатьох років працював старшим тренером Укрради фізкультурно-спортивного товариства «Динамо», а потім був призначений і старшим тренером Центральної ради ФСТ «Динамо». Михайло Федорович за роки роботи тренером-викладачем у Львівській обласній організації ФСТ «Динамо» України підготував 154 майстра спорту України, чемпіона світу з боротьби самбо Михайла Юнака, який у 1973 році виграв «золото» першого в історії самбо Чемпіонату світу в Тегерані, а через рік повторив свій успіх на Чемпіонаті світу в Мінську (1971—1973 рр.), чемпіона світу з боротьби самбо Михайла Левицького (1980 р.), чемпіона світу з боротьби самбо Канірова Ж. Т. (1986 р.), учасника XXVI літніх Олімпійських ігор з дзюдо Карена Балаяна (1996), бронзового призера чемпіонату Європи з боротьби дзюдо майстра спорту міжнародного класу Рамаза Чочишвілі (1996 р.), чемпіона молодіжної першості Європи майстра спорту Литвиненка О. (1992 р.). Підготував старшого тренера збірної команди України з боротьби самбо Заслуженого тренера України Юнака М. М., а також Заслуженого тренера України Юнака Р. М.

## «Відкритий Кубок Львова пам'яті залуженого тренера України Михайла Євтушова»

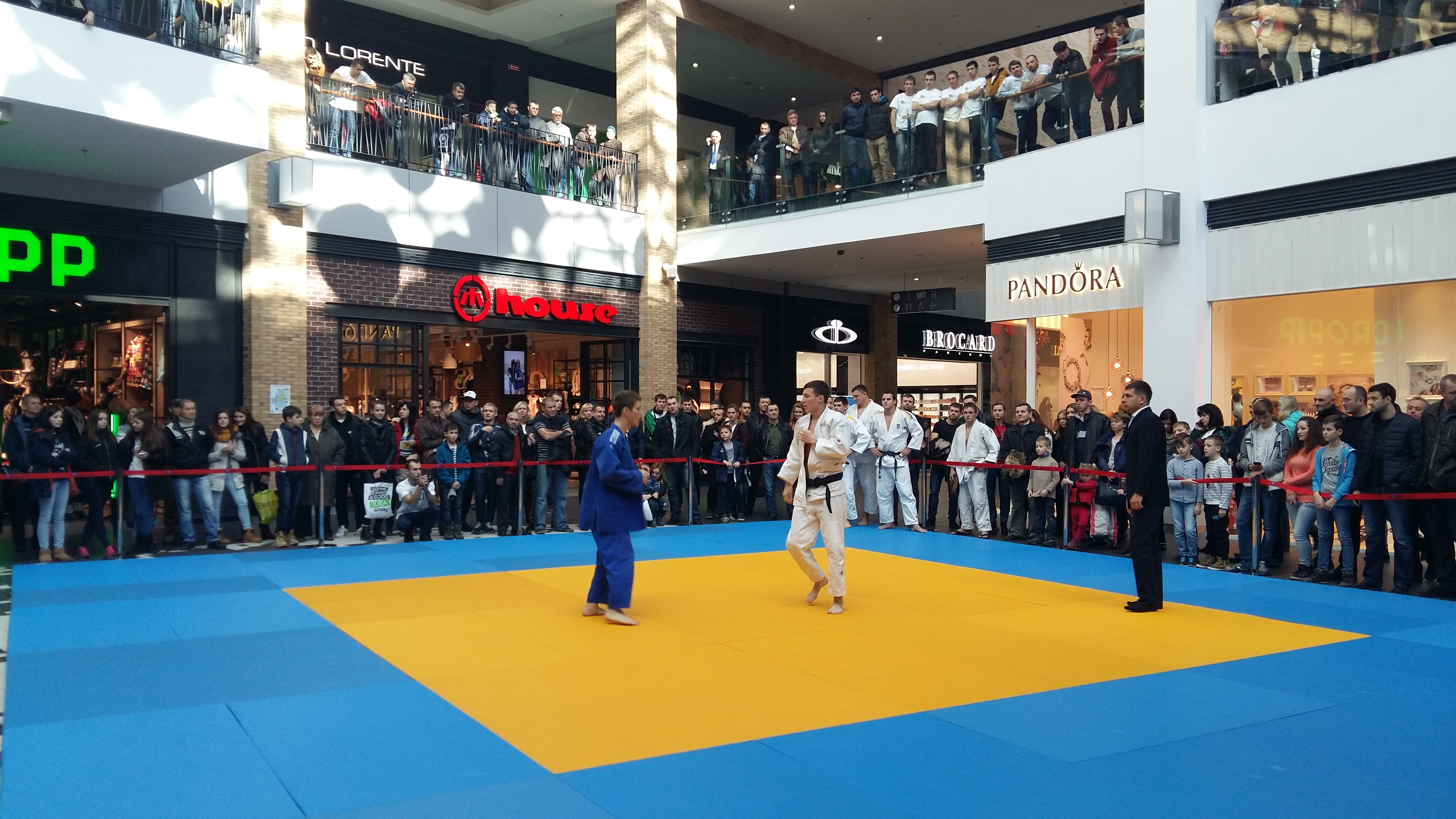
Всеукраїнський командний турнір з дзюдо «Пам'яті заслуженого тренера України Михайла Федоровича Євтушова», м. Львів

У 2015 році у Львові в приміщенні одного з найбільших торгових центрів відбувся перший Всеукраїнський командний турнір з дзюдо «Пам'яті заслуженого тренера України Михайла Федоровича Євтушова», учасниками якого стали найсильніші спортсмени та члени національної збірної України. Організатором турніру виступила громадська організація «Еволюція суспільства», засновниками якої є учні Михайла Федоровича. Вперше в Україні турнір з дзюдо відбувся в публічному форматі та протягом дня його відвідало понад 10 000 глядачів